# Championnat d'Islande de football 1913
Navigation
Saison précédente Saison suivante
La saison 1913 du Championnat d'Islande de football était la 2e édition de la première division islandaise.
Un seul club s'inscrit à la compétition, le club de Fram Reykjavik. Il obtient donc sans jouer son premier titre de champion d'Islande.

## Le club participant
- Fram Reykjavik

## Bilan de la saison
| Tableau d'Honneur                 |                |
| Compétition                       | Vainqueur      |
| Championnat d'Islande de football | Fram Reykjavík |